# 橘秀樹 (実業家)
橘 秀樹（たちばな ひでき）は、日本の実業家、企業経営者。役員向け専属運転手・秘書派遣業務を中心とした業務を行う株式会社トランスアクト創業者・代表取締役社長。運転手と秘書という2つの派遣業務を一緒に扱う会社は同社以外ない（2022年6月現在）。

## 人物・経歴
大阪府出身。獨協大学経済学部卒業。大学時代には体育会ヨット部に所属。同時に所属したゼミの教授のつながりから多くの政治家に接する機会があり、政治の世界に興味を持つ。卒業後、衆議院議員の秘書となる。その後、叔父の経営する民間企業に就職するが、政治への思いは捨てきれず自身で政治の道を志し、区議会議員を目指して再び衆議院議員の秘書となる。しかし、選挙の直前で公認候補から外され出馬できずに断念。知人に紹介された役員運転手の仕事がきっかけとなり、2013年に国会議員秘書を10年間務めた経験を活かした事業である専属運転手・秘書派遣業務の会社、株式会社トランスアクトを設立。一度は政治家を目指したが、本当は社会をけん引するリーダーの人たちを裏方でサポートすることが自分の一番やりたいことだったと気付く。SDGsにも注力。Next Era Leadersでも紹介された。
顧客は企業のオーナー・社長・役員、国会議員、医師、トップアスリート、芸能人などのトップエグゼクティブに特化。70社以上の顧客と100名以上のドライバーを擁し、高いコーディネイト力で新型コロナ渦中の2021年度でも売上を前年比18％増の4億2000万円を達成。登録者運転手者数は2800人、秘書3000人を超え、拠点は東京・横浜・名古屋・大阪・福岡・ニューヨークに置く。地域的には、主に港区、中央区、千代田区の大企業が中心。これは、橘が経験上、事業を拡大するにあたって首都圏以外の地域に進出しても市場としてあまり期待はできないと考えていることによる。運転手と秘書という2つの派遣業務を一緒に扱う会社は、2022年6月現在同社以外ない。
2022年にはニューヨーク支店を開設。橘は「創業当初から、トランスアクトのブランドイメージはニューヨークの街そのものだった。だからこそ、WSJの表彰で、ニューヨークの地に立たせてもらっていることは非常に感慨深い」とコメントしている。
2023年12月1日、東京商工リサーチの優良企業情報誌「エラベル」で全国上位8%の優良企業に選定される。

## 略歴
- 1973年（昭和48年） - 大阪府に生まれる。
- 2013年（平成25年） - 4月3日、株式会社トランスアクト創業[24]。
- 2019年（令和元年） - 2019 LEADER'S AWARDノミネート企業となる[22]。
- 2018年（平成30年）阿久澤克之『2018年注目の社長32人 夢を追い続けることの意味』（パレード、発行2018年8月8日）に選ばれる[26]。
- 2020年（令和2年）12月30日 - トランスアクトにて無担保社債（私募債「株式会社みずほ銀行・東京信用保証協会共同保証付」）総額3000万円発行[27][28]
- 2022年（令和4年） 
  - 4月、橘のインタビュー記事が「The Wall Street Journal」（ダウ・ジョーンズ社）デジタル版に掲載されたほか、同社がメディアパートナーを務める「Next Era Leaders Award 2021」に選出され、インタビュー記事が掲載される[29][30][31]。
  - 6月、週刊朝日「Challenge 躍進企業 2022」に橘のインタビュー記事が掲載される[21][32]。
  - 10月4日、『Newsweek』（2022年10月4日号）「CHALLENGER」にインタビューが掲載される[33]。
- 2023年（令和5年）
  - 1月16日、橘が経営者経験をもとに若者の悩みや人生相談に答えていく、オフィシャルブログを開設[34]。
  - 2月1日、オフィシャルウェブサイトを開設[35]。
  - 12月1日、トランスアクトが東京商工リサーチの優良企業情報誌「エラベル」で全国上位8%の優良企業に選定される[25]。
  - 12月、「【中小企業経営者対談】経営者は今、何に悩んでいる?」のテーマで株式会社WADOウイングス代表取締役 林正孝と対談[36]。
- 2024年（令和6年）
  - 5月2日、東証グロース上場企業の新入社員研修会で講演を実施。 テーマは「トランスアクトのこれまでの取り組み実績と広告代理店との関わりについて」[37]。
  - 5月11日、米国スタンフォード大学でのスティーヴン・マーフィー重松教授による特別講義「Well-being Conference」を受講し、修了証が授与される[38]。

## メディア出演
- 日経 CNBC『時代の NEW WAVE』「WSJ×Next Era Leaders AWARD」授賞式（2023年5月27日-28日）
- TBSラジオテンカイズ - テンカイズアルファ #34 「株式会社トランスアクト 橘秀樹 代表」
- ニッポン放送 「竹内由恵のT-Time」（2024年12月23日）[19]

ほか、秘書時代のエピソードに基づいた話題をテーマとしたテレビ出演などがある。

## 関連書籍
- 阿久澤克之『2018年注目の社長32人 夢を追い続けることの意味』（パレード、発行2018年8月8日） ISBN 4865221611